# Janusz Stokłosa
Janusz Stokłosa (ur. 15 maja 1954 w Rabce-Zdroju) – polski kompozytor, pianista, wydawca i producent muzyczny.

## Życiorys
Absolwent Katedry Teorii i Historii Muzyki Uniwersytetu Jagiellońskiego w Krakowie (1978). Jest autorem wielu partytur muzyki teatralnej i filmowej. Debiutował w krakowskim Teatrze STU, muzyką do spektaklu Pacjenci według Mistrza i Małgorzaty Bułhakowa w reżyserii Krzysztofa Jasińskiego (1976).
W latach 1984–1990 był kierownikiem muzycznym Teatru Ateneum w Warszawie, gdzie wraz z Wojciechem Młynarskim i Januszem Józefowiczem współtworzył spektakle Brel, Hemar, Wysocki. Od 1986 do 1991 współpracował z Michałem Bajorem, koncertując z nim w wielu krajach Europy, USA i Kanadzie.
W 1991 skomponował muzykę do musicalu Metro, który wystawiany jest w reżyserii i z choreografią Janusza Józefowicza. Musical ten odniósł spektakularny sukces w kraju. 16 kwietnia 1992 w Minskoff Theatre na Broadwayu odbyła się jego amerykańska premiera. Do grudnia 2023 roku zagrano ponad 2500 przedstawień. Za muzykę do musicalu Metro Stokłosa został nominowany do broadwayowskiej nagrody Tony Award, w kategorii: „najlepsza partytura teatralna w sezonie 1991/1992”. W lutym 1994 ścieżka dźwiękowa musicalu uzyskała status złotej płyty, w listopadzie 1997 platynowej, a 30 maja 1998 podwójnej platynowej.
W latach 1990–2004 Stokłosa współpracował z następującymi teatrami za granicą: Schauspielhaus (Zürich), Akademietheater (Wiedeń), Burgtheater (Wiedeń), Teatr Kreatur (Berlin), Deutsches Theater (Berlin), Schaubuhne (Berlin), Volksbühne (Berlin) i Bremer Theater (Brema). W październiku 1992 został prezesem spółki Studio Buffo. W tym samym roku założył Wydawnictwa Muzyczne i Nutowe Stokłosa Editions.
Był kierownikiem muzycznym programów telewizyjnych MdM, Przebojowa noc i Złota sobota.
W 2002 roku film N. Winton – The Power of Good (reż. M. Minac) z muzyką Stokłosy otrzymał Emmy Award. W 2004 skomponował muzykę do musicalu Romeo i Julia (wg Shakespeare’a) oraz do musicalu Panna Tutli Putli Witkacego. Jako dyrygent i dyrektor artystyczny od 2006 prowadzi uroczyste koncerty bożonarodzeniowe, organizowane przez Polpharmę, w katedrze Cystersów w Pelplinie, w których udział biorą najwybitniejsze gwiazdy polskiej opery i estrady.
W grudniu 2011 r. w Warszawie odbyła się premiera musicalu Polita (libretto Agata Miklaszewska, reżyseria Janusz Józefowicz) oparta na historii życia i kariery Poli Negri. Po raz pierwszy w świecie wykorzystano w musicalu filmową technologię 3D. W grudniu 2013 w Sankt Petersburgu odbyła się premiera rosyjskiej wersji tego musicalu zatytułowanego Pola Negri. W 2023 roku w Teatrze Studio Buffo odbyła się premiera musicalu "Mistrz i Małgorzata" w reżyserii Janusza Józefowicza, z muzyką Janusza Stokłosy.
22 maja na Targach EXPO 2010 w Szanghaju odbyła się światowa premiera spektaklu Zatańczmy Chopina (Let’s Dance Chopin), którego dyrektorem artystycznym, dyrygentem i autorem muzyki jest Janusz Stokłosa. Reżyserem i choreografem spektaklu była córka Janusza Stokłosy – Maria Stokłosa.
Janusz Stokłosa zajmuje się także pilotowaniem samolotów. W 1999 zdobył trzecią klasę pilota szybowcowego, w 2002 licencję pilota turystycznego (PPL), w 2005 uprawnienia do wykonywania lotów w nocy, w 2006 licencję pilota samolotów wielosilnikowych (ME), w 2008 licencję pilota zawodowego (CPL) i wykonywania lotów według wskazań przyrządów (IR).
1 października 2009 został zatrzymany przez Centralne Biuro Antykorupcyjne, w związku z podejrzeniem udzielenia korzyści majątkowej w zamian za pomoc przy części teoretycznej egzaminu na licencję pilota. Zastosowano poręczenie majątkowe w kwocie 50 000 złotych. 26 listopada 2009 Sąd Rejonowy w Warszawie uznał zatrzymanie przez prokuraturę licencji pilota za bezzasadne i nakazał licencję zwrócić. W maju 2012 roku postanowieniem Prokuratury Okręgowej w Warszawie umorzono postępowanie w sprawie wobec braku cech przestępstwa. Tym samym cała sprawa została zakończona. Wystąpił także w dwóch filmach Olafa Lubaszenki Sztos i Sztos 2

## Dorobek

### Dyskografia
- De Blijde Intrede van Kristus in Brussel
- Songi Teatru STU
- Janusz Stokłosa
- J. Stokłosa – D. Giesing
- Teatr Kreatur – autorski teatr Andrzeja Worona
- Metro – musical
- muzyka do trzeciej części serialu Ekstradycja
- płyta z muzyka do filmu Pułapka
- Piotruś Pan – musical
- Romeo i Julia – musical
- Polita – musical
- Mistrz i Małgorzata - musical

### Muzyka filmowa[7]
- Znaki zodiaku (1978, reż. Gerard Zalewski, Film Polski)
- Terrarium (1979, reż. Andrzej Titkow, TVP Warszawa)
- Ciosy (1980, reż. G. Zalewski, Film Polski)
- The legend of white horse (1986, reż. Jerzy Domaradzki i Janusz Morgenstern, Film Polski)
- Maskarada (1986, reż. Janusz Kijowski, Film Polski)
- W klatce (1987, reż. Barbara Sass-Zdort, Film Polski)
- Jedenaste przykazanie (1988, reż. Janusz Kondratiuk, TVP Warszawa)
- Prywatne niebo (1989, reż. J. Kondratiuk, TVP Warszawa)
- Rififi po sześćdziesiątce (1989, reż. Paweł Trzaska, TVP Warszawa)
- Szklany dom (1989, reż. Małgorzata Kopernik, TVP Wrocław)
- Wynajmę pokój… (1993, reż. A. Titkow, TVP Warszawa)
- Pułapka (1997, reż. Adek Drabiński, Film Polski)
- Jan Peszek w roli głównej (1998, reż. J. Kalina, TVP Warszawa)
- Ekstradycja 3 (1998, reż. Wojciech Wójcik, 10 – odcinkowy serial TVP Warszawa)
- Wszyscy moi bliscy (1999, reż. Matej Minac, InFilm Praha)
- N. Winton – The Power of Good (2001, reż. Matej Minac[8])
- Dylematu 5 (2006, reż. Grzegorz Warchoł)

Janusz Stokłosa jest też twórcą oprawy muzycznej kilkudziesięciu przedstawień teatralnych i Teatru Telewizji.